# Che vuoi?

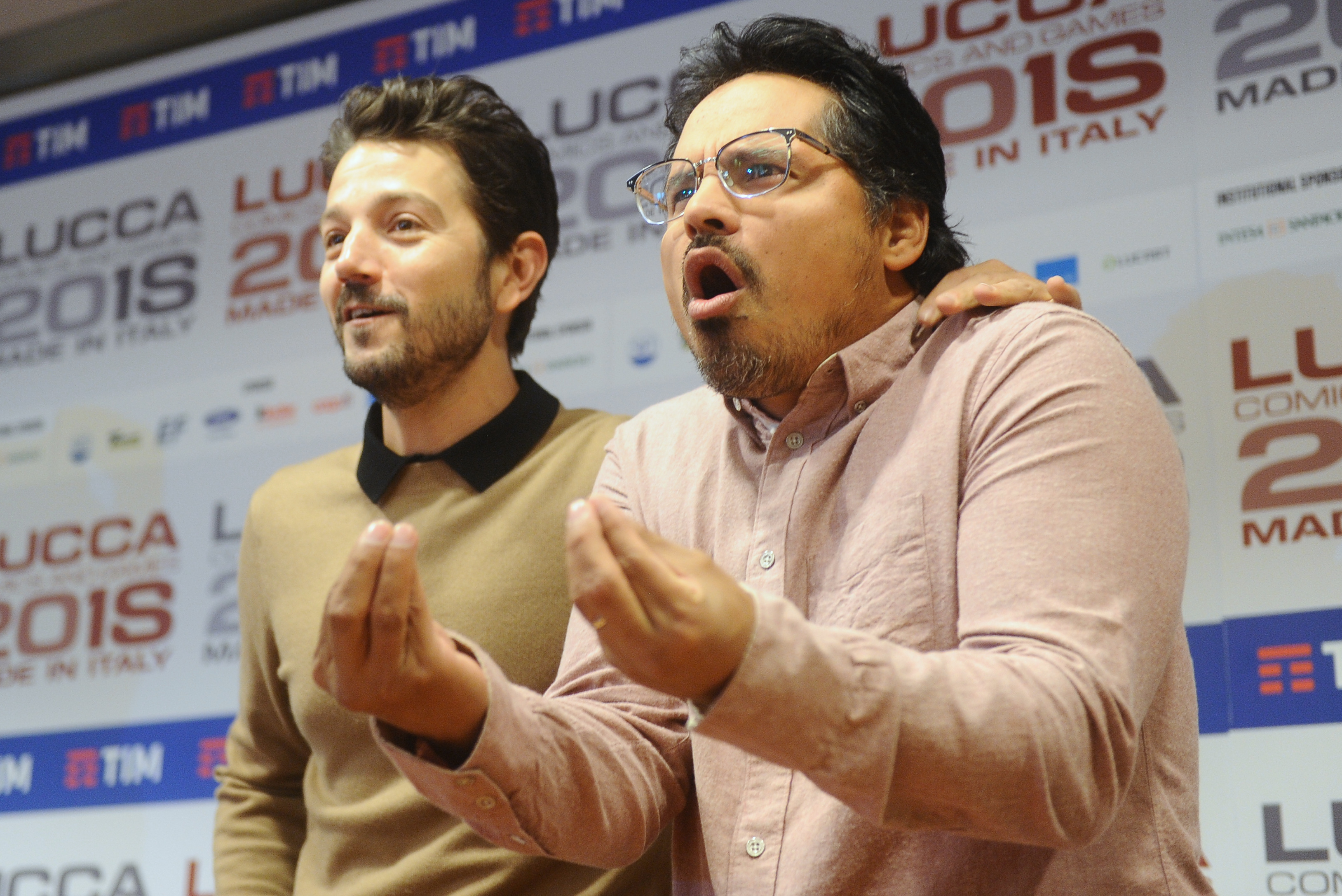
和麥可·潘納（右）盧卡國際漫畫節的展覽會上做出了該手勢，狄亞哥·盧納在其左

，或稱爲、或簡稱爲，是意大利一個廣爲人知的手勢，其名稱分別代表了意大利語中「你想要什麽？」、「你在說什麽？」或「什麽？」的意思。
該手勢所代表的意思是表示不相信他人說的話、又或者用以嘲笑他人的觀點。
該手勢是將所有手指聚集捏在一起，形成類似「指上的錐體」，然後手腕前後搖擺。若是手臂上下搖擺，那就是表示不耐煩的意思。
該手勢唯在意大利流傳甚廣，但特別是南意大利。不過他也在阿根廷及烏拉圭的意大利僑民間廣泛使用。
該手勢的表情符號（🤌）於2019年作為提交L2/19-159提出，並且於2020年作為Unicode 13.0的一部分獲得批准，並於當年晚些時候添加為U+1F90C。

## 來源
1. ↑  Marchetti, Silvia. . CNN Travel. 2015-05-29  [2019-10-22]. （原始内容存档于2019-10-22） （英语）.
2. ↑  Cassone, Alberto. . Italiana - Lingua e Cultura.   [2019-10-22]. （原始内容存档于2020-09-20） （意大利语）.
3. ↑  Farano, Adriano; Lee, Jennifer; Schear, Theo.  (PDF). 2019-04-17. （原始内容存档 (PDF)于16 May 2019）.
4. ↑  Munari, Bruno. . Mantova: Corraini. 2013 [1963]. ISBN 978-88-86250-91-7. OCLC 48965019 （意大利语）.
5. ↑  . www.portanapoli.com.   [2019-10-22]. （原始内容存档于2019-10-22） （意大利语）.
6. ↑  . Unicode.   [2020-01-30]. （原始内容存档于2022-03-14） （英语）.
7. ↑  . Emojipedia.   [2021-03-06]. （原始内容存档于2021-03-06） （英语）.